# فؤاد عزيز
فؤاد عزيز هو لاعب كرة قدم سوري. يلعب في مركز الهجوم.